# Nos rêves
Pour plus de détails, voir Fiche technique et Distribution.
Nos rêves (titre original : I nostri sogni) est un film italien réalisé par Vittorio Cottafavi et sorti en 1943.

## Synopsis
Leo est un « traîne-la-faim » qui attend la fortune. Une occasion l'amène à jouer le rôle de Tuns, fils d'un magnat de l'industrie. Pour une soirée, il est chargé d'accompagner Matilde Detta, la fille d'un modeste comptable de l'entreprise. Il l'emmène dans un luxueux restaurant et elle est éblouie par les largesses de ce faux millionnaire. Mais l'imposture va être très rapidement découverte...

## Fiche technique
- Titre original : I nostri sogni
- Titre français : Nos rêves[1]
- Réalisation : Vittorio Cottafavi
- Scénario : Ugo Betti, Vittorio De Sica, Margherita Maglione, Vittorio Cottafavi, Paolo Salviucci, Cesare Zavattini, Adolfo Franci, d'après la pièce d'Ugo Betti
- Photographie : Carlo Nebiolo
- Montage : Mario Serandrei
- Musique : Raffaele Gervasio
- Direction artistique : Ottavio Scotti
- Décors : Cesare Pavani
- Costumes :
- Son :
- Producteurs : Michele Macchia, Alfonso Ruo
- Société de production : Iris Film
- Sociétés de distribution : Ente Nazionale Industrie Cinematografiche (ENIC)
- Pays d'origine :  Royaume d'Italie
- Langue : italien
- Format : Noir et blanc — 35 mm — 1,37:1 — Son : Mono
- Genre : Comédie dramatique
- Durée : 83 minutes
- Dates de sortie :  Royaume d'Italie septembre 1943

## Distribution
- Vittorio De Sica : Leo
- María Mercader : Matilde dite Titi
- Paolo Stoppa : Oreste
- Guglielmo Barnabò : Posci
- Luigi Almirante : Ladislao Moscapelli
- Vittorina Benvenuti : Margherita Moscapelli
- Aldo De Franchi : Bernardo
- Nerio Bernardi : le directeur du Ragno d'Oro
- Dina Romano : Beatrice, la domestique
- Mario Siletti : le valet du Ragno d'Oro
- Walter Grant : le vieux M. Tuns
- Lina Marengo : la baronne
- Aristide Garbini : M. Fiocchi